# Pré-aux-Clercs

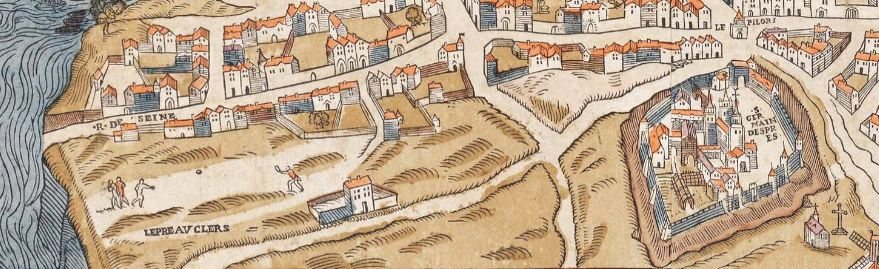
Území na mapě města z roku 1550

Pré-aux-Clercs (česky Louka duchovních) bylo území v Paříži, které bylo v majetku kláštera Saint-Germain-des-Prés, později Pařížské univerzity. Je zmiňováno i v divadelní hře Edmonda Rostanda Cyrano de Bergerac. Na tehdejší území odkazuje název dnešní ulice Rue du Pré-aux-Clercs, která se nachází v 7. obvodu.

## Poloha
Louka se rozkládala na levém břehu řeky Seiny severně a západně od kláštera Saint-Germain-des-Prés až k Palais Bourbon po obou stranách dnešní Rue de l'Université mezi Quai Malaquais, Rue de Verneuil a Rue Saint-Dominique. Byla rozdělena na dvě nestejné části potokem La Noue (dnešní ulice Rue Bonaparte), kde později vznikl vodní příkop. Prostor mezi klášterem a potokem směrem na západ se nazýval Grand Pré-aux-Clercs (Velká louka). Území na východ od potoka a severně od kláštera bylo Petit Pré-aux-Clercs (Malá louka).

## Název
Filip IV. Sličný založil společenství právníků Bazoche, které se mělo pravidelně shromažďovat v Paříži. Místem bylo právě prostranství na levém břehu, kam byli pozváni kněží z královského paláce a z okolí a tato louka se z tohoto důvodu začala nazývat Pré-aux-Clercs.
Další vysvětlení pro původ jména vychází ze skutečnosti, že po získání pozemků Pařížskou univerzitou zde trávili volný čas studenti nazývaní tehdy „duchovní“.

## Historie
První písemná zmínka o území pochází z roku 960, kdy byl jejím majitelem klášter Saint-Germain-des-Prés. Podle nepotvrzené legendy získal pozemky od Karla Velikého. Není přesně známo, za jakých okolností přešly v polovině 12. století pozemky z kláštera na univerzitu. Nejprve se jednalo o velkou louku, kdy mezi lety 1179-1278 probíhal spor o vlastnictví mezi klášterem a univerzitou. Malou louku získala univerzita v roce 1368.
Kolem roku 1552 bylo vybudováno na řece nábřeží jako ochrana před záplavami na louce.
Pozemky v roce 1639 univerzita prodala. Na nich vznikla nová čtvrť, jejíž hlavní ulicí se stala Rue de l'Université.